# Calliandra elegans
Espèce
Calliandra elegans est une espèce de plantes à fleurs de la famille des Fabaceae. C'est un arbuste originaire de Bahia au Brésil.

## Publication originale
- (en) SA Renvoize, 1981. The genus Calliandra (Leguminosae) in Bahia, Brazil. Kew Bulletin, 36(1): 77, 79, f. 7B.